# Phymatopsallus acaciae
Phymatopsallus acaciae är en insektsart som beskrevs av Knight 1964. Phymatopsallus acaciae ingår i släktet Phymatopsallus och familjen ängsskinnbaggar. Inga underarter finns listade i Catalogue of Life.